# Corpus der altdeutschen Originalurkunden
Das Corpus altdeutscher Originalurkunden ist eine Edition der ältesten deutschsprachigen, im Original überlieferten Einzelurkunden in deutscher Sprache bis zum Ende des 13. Jahrhunderts.
Es wurde vom Germanisten Friedrich Wilhelm begründet, der seit 1907 das Vorhaben geplant hatte, und fortgeführt von Richard Newald und Helmut de Boor und ist in 5 Teilbänden in den Jahren 1929–1932 erschienen. Das Werk umfasst annähernd vollständig alle deutschsprachigen Urkundenausfertigungen von den Anfängen bis zum Ende des Jahres 1299, nämlich 4422 Stücke mit etwa 1,3 Millionen Belegwörtern (rund 20 Mio. Zeichen). Bei den Urkunden handelt es sich um Texte unterschiedlicher sprachlandschaftlicher Herkunft aus dem Rechts- und Geschäftsleben des 13. Jahrhunderts. Über 90 % der Urkunden entstammen dem oberdeutschen Sprachraum, weniger häufig sind mitteldeutsche, vergleichsweise selten niederdeutsche Urkunden. Nur wenige der Urkunden sind aus der Zeit vor 1250 überliefert (0,2 %), während der Anteil der Urkunden aus den Jahren zwischen 1281 und 1300 rund 85 % beträgt.
1963 erschien als Ergänzung der Edition ein Band mit Regesten aller Urkunden.